# 장군선하
장군선하(일본어: 将軍宣下 しょうぐんせんげ[*])는 천황이 무가정권의 장이며 일본의 통치대권을 행사하는 정이대장군을 임명하는 의식이다.
무가정권의 수장들은 자신의 군사력에 의해 집권하여 봉건적 토지소유와 법에 의한 통치를 실시했다. 그러나 무가정권 성립 이전의 귀족 조정은 사라지지 않고 유지되어 중앙권력으로서 권위를 유지하고 있었다. 그리하여 천황이 장군선하를 함으로써 현실권력이 허울뿐인 귀족들의 승인을 받는 모양새를 갖춘 것이다.

## 같이 보기
- 대정봉환
- 대정위임론